# Liege Motor Company

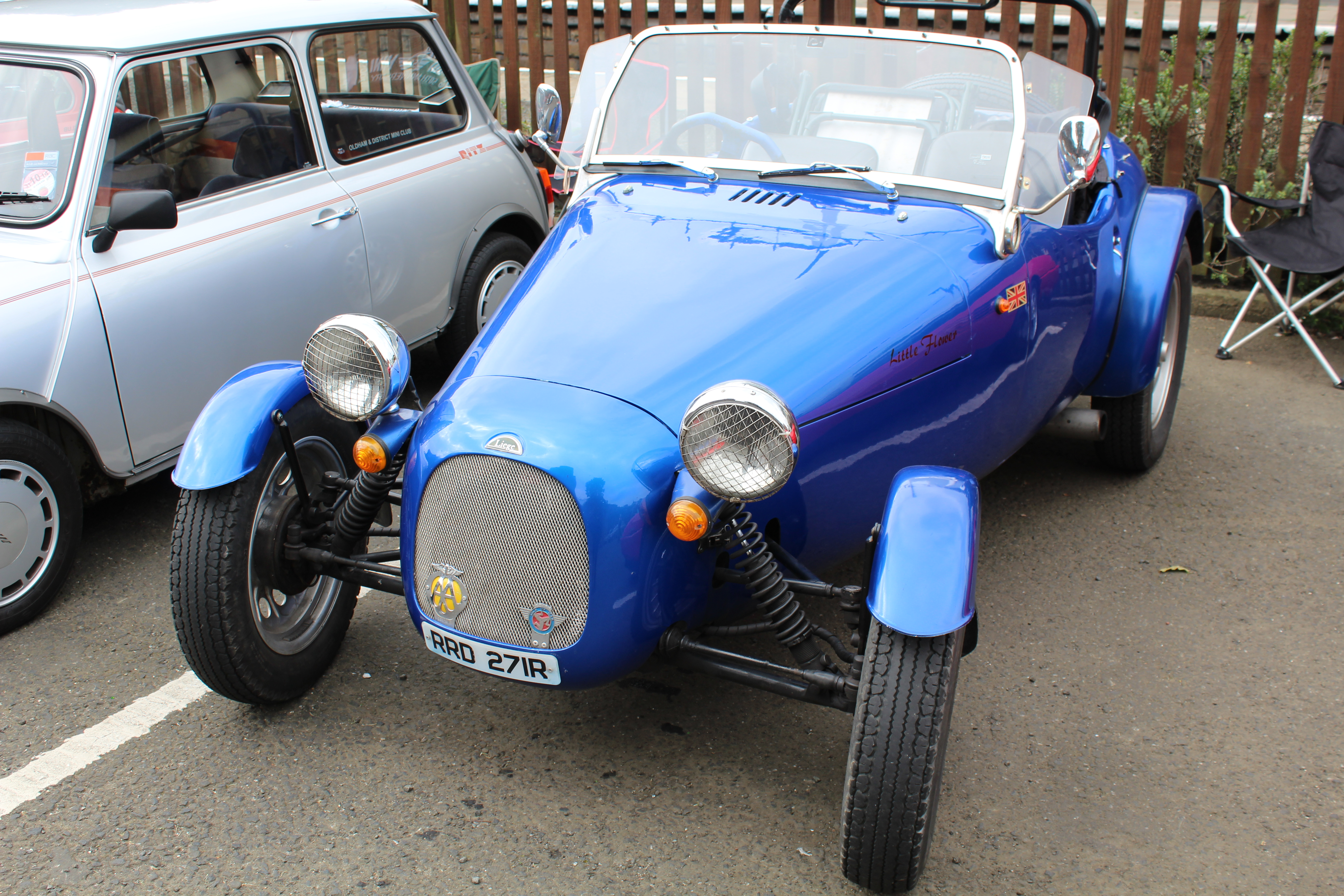
Liege SS

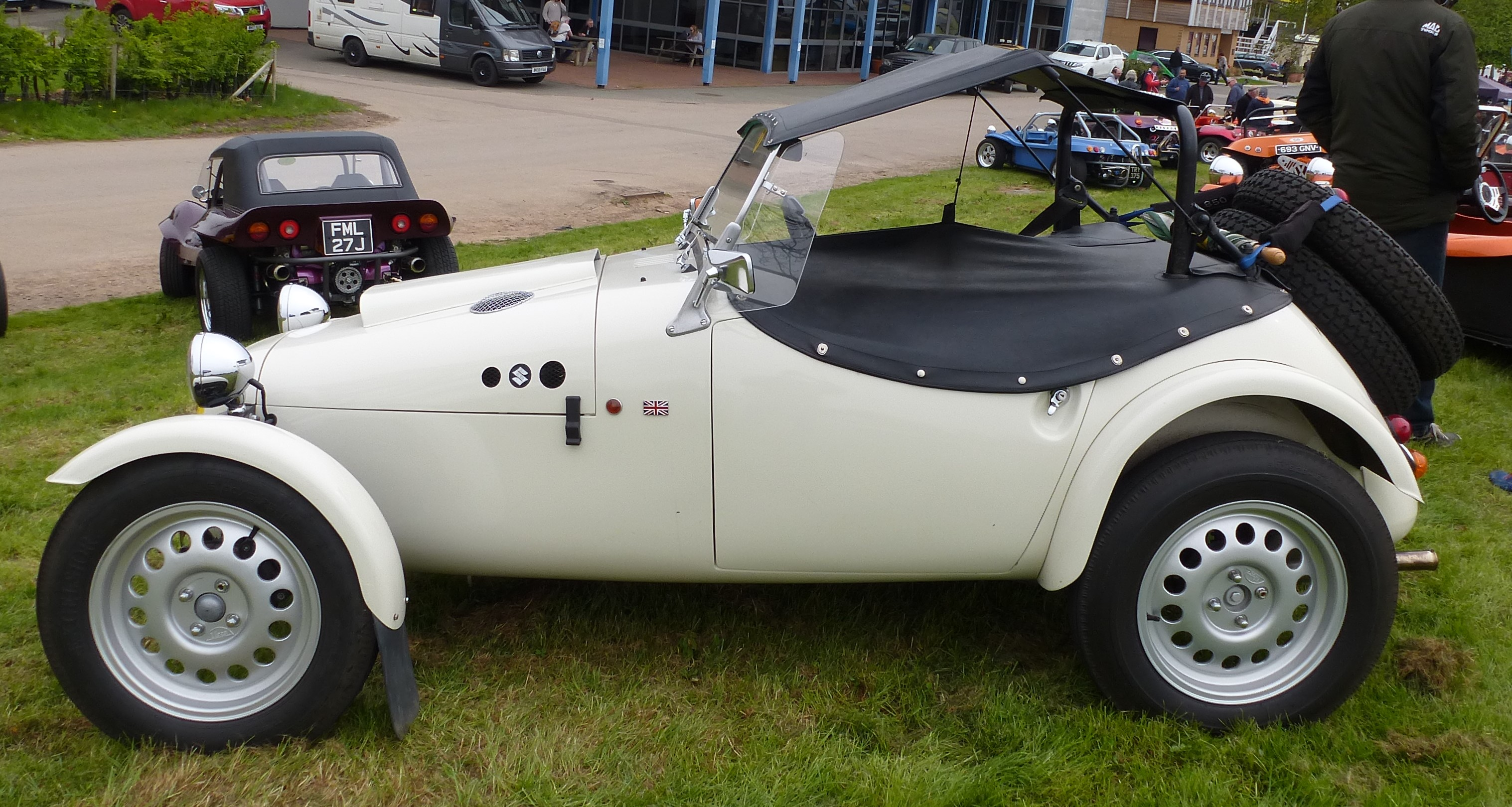
Seitenansicht

Liege Motor Company ist ein britischer Hersteller von Automobilen.

## Unternehmensgeschichte
Peter Leigh-Davis gründete 1995 das Unternehmen in Bidford-on-Avon in der Grafschaft Warwickshire. Er begann mit der Produktion von Automobilen und Kits. Der Markenname lautet Liege. 1998 erfolgte der Umzug nach Fladbury in Worcestershire. Zwischen 2006 und 2010 ruhte die Produktion. Insgesamt entstanden bisher etwa 80 Exemplare.

## Fahrzeuge
Im Angebot steht nur ein Modell. Ein Leiterrahmen bildet die Basis. Darauf wird eine offene zweisitzige Karosserie montiert. Ein Vierzylindermotor vom Reliant Robin treibt die Fahrzeuge an. Optional ist ein Turbolader für den Motor erhältlich. Das Leergewicht beträgt nur 406 kg. Aufgrund der hohen Bodenfreiheit eignen sich die Fahrzeuge für Trials.
Ein Fahrzeug befindet sich im Lane Motor Museum.